# Ratnagiri
Ratnagiri (en marathi : रत्‍नागिरी) est une ville portuaire indienne, chef-lieu du district de Ratnagiri au sud-ouest de l'État du Maharashtra. Elle est notamment connue pour être la ville d'exil de Thibaw Min, dernier roi de Birmanie, ainsi que le lieu de naissance de l'activiste indépendantiste indien Lokmanya Tilak. Ratnagiri est dans le cœur du terroir du Hapus ou Alphonso (en) (aussi écrit Alfonso), une variété de mangue indienne réputée.
La ville est gardée par un fort du même nom, aussi connu comme Ratnadurg (en) ou Fort de Bhagawati, placé sur un promontoire du front de mer, entre les baies de Mirya et de Ratnagiri. Il date de la période bahmanide et a été grandement restructuré sous les marathes, notamment par l'amiral Kanhoji Angre.

## Géographie
Ratnagiri est située sur la côte de Konkan, dans la façade maritime ouest de l'Inde, à une altitude moyenne de 11 mètres, et est bordée par les Ghats Occidentaux à l'est. Elle est bordée par le fleuve côtier Kajali au sud, qui y trouve son embouchure, et est limitée au nord par l'estuaire du Sheel. 

## Démographie
D'après le recensement indien de 2011, la population à Ratnagiri était de 76 239 habitants, dont 55% d'hommes et 45% de femmes. 86% des hommes et 87% des femmes étaient lettrés, et 11% de la population de la ville était âgée de moins de 6 ans. 

## Source de la traduction
- (en) Cet article est partiellement ou en totalité issu de l’article de Wikipédia en anglais intitulé « Ratnagiri » (voir la liste des auteurs).